# DiMarzio
DiMarzio – amerykańska firma produkująca osprzęt do gitar elektrycznych, basowych i akustycznych. Założona przez Larrego Dimarzio w połowie lat siedemdziesiątych XX wieku. Znana jest głównie ze swych wysokiej jakości przetworników. Jest to pierwsza na świecie firma oferująca zamienniki przetworników gitarowych. Pierwsze modele jakie zostały wyprodukowane to Dimarzio Super Distorion DP 100 oraz Dimarzio Dual Sound DP 101, różniące się jedynie możliwością rozłączania cewek i łączenia ich w przeciwfazie. W ofercie znajdują się także kable do instrumentów i urządzeń scenicznych, paski oraz elementy wyposażenia elektrycznego i mechanicznego do gitar.
Z przetworników firmy DiMarzio korzystają m.in. tacy artyści jak Dave Murray, Steve Vai, David Gilmour, Joe Satriani, John Petrucci, Yngwie Malmsteen, Eric Johnson, Paul Gilbert, Billy Sheehan. Jednym z pierwszych użytkowników nowej na rynku firmy był gitarzysta Jimmy Page.
DiMarzio wszystkie przetworniki wytwarza w swojej fabryce w Nowym Jorku, USA.